# تششمة غلك عليا
تششمة غلك عليا (بالفارسية: چشمه گلک علیا) هي قرية تقع في قسم بالابند الريفي في إيران. يقدر عدد سكانها بـ 101 نسمة بحسب إحصاء 2016.